# Enrique Flores Magón
Enrique Flores Magón (13 d'abril del 1877, Teotitlan del Camino, Oaxaca - 28 d'octubre del 1954, Ciutat de Mèxic) fou un periodista i polític mexicà.

## Biografia

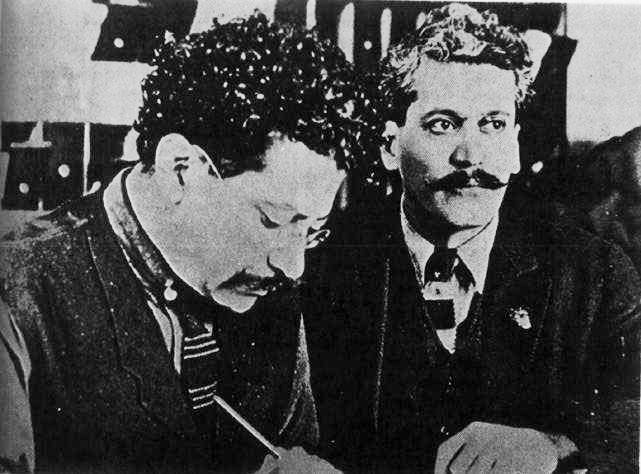
Enrique al costat del seu germà Ricardo Flores Magón

Els seus pares foren Margarita Magón i Teodoro Flores. Fou el petit dels tres germans Flores Magón. Va viure els primers anys de la seva infància a Oaxaca, i la seva família emigrà a la Ciutat de Mèxic. Estudiava a la capital del país el 1892 quan començà a participar en les manifestacions contra la tercera reelecció del president Porfirio Díaz, molt jove s'havia iniciat en el periodisme juntament amb els seus germans Jesús i Ricardo, el 1902, quan col·laborava a El hijo de El Ahuizote (El fill de L'Ahuiçot) fou apresat amb Ricard a la presó militar de Santiago Tlatelolco. A la presó va tenir l'oportunitat de discutir amb el seu germà sobre les idees d'autors com Piotr Kropotkin, Faure, Errico Malatesta, jean Grave, Máximo Gorki i Pierre-Joseph Proudhon, i parlaren sobre la possibilitat de difondre propaganda anarquista a Mèxic.
En sortir de la presó el gener del 1903 tornen a publicar El hijo de El Ahuizote, el 5 de febrer al balcó de les oficines del periòdic col·loquen un gran crespó negre i una pancarta amb la llegenda "La Constitució ha mort..." la mateixa que Enrique Flores Magón dibuixés. El 2 d'abril participà en la irrupció de liberals en una manifestació a favor de Porfirio Díaz i es tornà en una manifestació de protesta que llençava "moris" al dictador.
L'11 d'abril del 1903 fou fet presoner i reclòs a la presó de Belén de la Ciutat de Mèxic. En ser alliberats un decret de Porfirio Díaz prohibia qualsevol publicació o escrit dels Flores Magón, sota pena de severs càstigs per a l'impressor. La repressió política del govern mexicà obligà Enrique i Ricardo Flores Magón a sortir del país. Els últims dies del 1903 arribaren a Laredo, Texas.
Va viure en diverses ciutats dels Estats Units i el Canadà amagant la seva identitat i canviant constantment d'habitatge perdent contacte moltes vegades amb el seu germà. A Saint Louis (Missouri) signà com a tresorer el Programa del Partit Liberal Mexicà el 1906.
Tornà a editar als Estats Units el periòdic Regeneració fundat el 1900 pels seus germans Jesús i Ricardo, i organitzà la xarxa clandestina per a la seva distribució a Mèxic fins al 1917, any en què se separa de la Junta Organitzadora del Partit Liberal Mexicà i del grup editor de Regeneració
Després de la mort a presó del seu germà Ricardo el 1922 tornà a Mèxic el 1923. Va tenir desavinences amb altres integrants del que fos la Junta Organitzadora del PLM.
El 1933, juntament amb líders de la Lliga Nacional Agrària, participà en la fundació de la Confederació Camperola Mexicana a San Luis Potosí que recolzà la candidatura de Lázaro Cárdenas.
S'entrevistà amb l'historiador Samuel Kaplan i de la seva conversa s'edità el llibre Combatem la tirania; un pioner revolucionari mexicà conta la seva història, publicat el 1958.

## Curiositats
L'actor estatunidenc d'origen xicà Edward James Olmos diu ser besnet d'Enrique Flores Magón.